# Tyson Fury
Pour les articles homonymes, voir Fury.
Ne doit pas être confondu avec Tyson ou Mike Tyson.
Tyson Luke Fury, né le 12 août 1988 à Wythenshawe en Angleterre, est un boxeur britannique. 
Il est cousin du boxeur de poids moyen Andy Lee. Il remporte les quatre ceintures de champion du monde en battant Wladimir Klitschko, puis WBC en février 2020.

## Carrière

### Jeunesse et débuts en amateur
Né dans une famille de travellers irlandais, Tyson aurait un lointain lien de parenté avec Bartley Gorman (en), « roi des Gitans » et champion de Grande-Bretagne et d'Irlande de combats clandestins à mains nues. Son père John a été condamné à onze années de prison pour avoir crevé l'œil d'un homme lors d'une rixe ; John Fury a été boxeur professionnel dans les années 1980 et au début des années 1990, avec un palmarès de 8 victoires pour 4 défaites (dont une contre le futur champion du monde Henry Akinwande) et un nul. Il appelle son fils Tyson en référence au champion du monde poids lourds au moment de sa naissance, Mike Tyson.
Né avant terme, Tyson pèse moins d'un kilo à sa naissance,, ce qui ne l'empêche pas d'atteindre les 2 mètres à l'âge adulte. Son demi-frère est le boxeur Tommy Fury. Tyson Fury s'initie à la boxe à Belfast.
En amateur, il combat en poids super-lourds. Il a représenté l'Angleterre et l'Irlande. En 2006, il remporte la médaille de bronze aux Championnats du monde junior. En 2007, il remporte le championnat junior de l'Union Européenne mais échoue en finale du championnat d'Europe la même année. Bien que classé no 3 mondial chez les juniors, il n'est pas qualifié pour les Jeux olympiques de Pékin 2008. Il devient toutefois champion d'Angleterre, et commence sa carrière professionnelle en fin d'année 2008. Son palmarès en amateur est de 32 victoires dont 27 par KO, pour quatre défaites.

### Débuts professionnels (2008-2014)

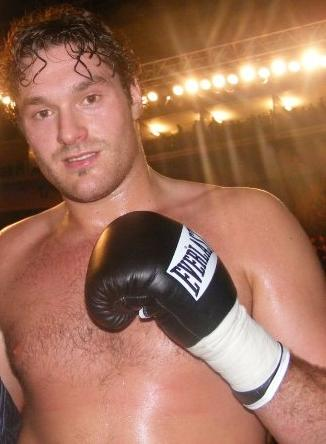
Tyson Fury en 2008.

Fury combat pour la première fois en tant que professionnel le 6 décembre 2008, à l'âge de 20 ans.
Après 14 victoires consécutives dont 10 par KO, le 23 juillet 2011, il remporte une large victoire aux points contre un autre espoir britannique, Dereck Chisora et s'empare ainsi des titres de champion britannique et de champion du Commonwealth. Fury affronte un autre adversaire invaincu le 12 novembre 2011, le Canadien Neven Pajkic. Ayant été au tapis au deuxième round, Fury envoie son adversaire deux fois au tapis au 3e round, l'arbitre arrêtant le combat.
Le 14 avril 2012, il remporte le titre de champion d’Irlande en battant Martin Rogan par KO technique au 5e round.
Le 7 juillet 2012, il bat Vinny Maddalone par KO technique en 5 reprises, pour le titre WBO inter-continental.
En décembre 2012, il rencontre l'ancien challenger mondial Kevin Johnson. Il remporte le combat par décision unanime, avec une large avance sur les cartes des juges.
Il ne combat qu'une fois en 2013, le 20 avril, contre l'ancien champion du monde des poids lourds-légers Steve Cunningham. Ce dernier est plus âgé et beaucoup plus petit, donné perdant à 5 contre 1 mais il parvient à mettre en difficulté son adversaire : un crochet à la tête envoie Fury à terre au début du 2e round. À la mi-combat, deux juges donnent Cunningham en tête, un autre juge le combat ex æquo. À la 7e reprise, un crochet du droit envoie Cunningham à terre pour le compte.
Le 15 février 2014, il bat Joey Abell par KO technique en 4 rounds.
La même année, une revanche contre Dereck Chisora prévue en été est remise au 29 novembre pour cause de problèmes personnels de Fury. 3 ceintures sont en jeu : celle de champion de Grande-Bretagne, de champion d'Europe EBU, et la ceinture internationale WBO. Chisora se montre peu actif et Fury qui multiplie les jabs domine le combat, Chisora renonce à l'appel du 11e round.
Le 28 février 2015, il bat Christian Hammer par KO au 8e round.

### Tyson Fury vs. Wladimir Klitschko (2015)
Après 24 victoires dont 18 par KO, Fury aura sa première occasion de titre mondial, affrontant le champion du monde WBO, WBA et IBF des poids lourds Wladimir Klitschko, à Düsseldorf. Le combat est repoussé du 24 octobre au 28 novembre 2015 pour cause de blessure de Klitschko.
Le 28 novembre, il bat Wladimir Klitschko par décision unanime des juges (115-112, 115-112, 116-111) et met ainsi fin à la surprise générale aux 9 années de règne de ce dernier.

### Pause (2015-2018)
Le contrat du combat contre Wladimir Klitschko possédait une clause imposant un match retour en cas de victoire du britannique. En décembre 2015, alors que les négociations sont en cours, la IBF impose au tout nouveau champion de défendre son titre face au challenger Vyacheslav Glazkov. Mais Fury décide de décliner ce combat pour se concentrer sur le match retour. La IBF lui retire donc son titre après seulement 1 mois de possession pour ne pas l'avoir défendu. Glazkov affronte alors Charles Martin pour le titre vacant, et c'est Martin qui le remporte avant de le perdre quelques mois plus tard face à Anthony Joshua.
Après plusieurs mois de négociations, le match retour contre Klitschko est annoncé le 8 avril 2016, il est prévu à Manchester la ville de Fury le 9 juillet 2016. Mais au mois de juin Fury repousse le combat en invoquant une blessure à la cheville. Peu de temps après, il est suspecté de dopage par l'agence antidopage britannique sur la base d'échantillons prélevés en février 2015 ; ce dont le champion se défend. Le 23 septembre, Fury repousse encore une fois la date du combat après avoir été déclaré médicalement inapte. Le média sportif américain ESPN révèle le 30 septembre que le boxeur a échoué à un test antidopage la veille du match.
Le 12 octobre 2016, il annonce sur les réseaux sociaux qu'il quitte le monde de la boxe à 28 ans à cause de ses problèmes médicaux, et après avoir été contrôlé positif à la cocaïne qu'il prétend consommer "pour soigner une dépression qui l'aspire au fond du trou". Il décide de prendre du temps pour remonter la pente et pour s'occuper de sa famille. Sans surprise, il se voit néanmoins suspendre sa licence professionnelle de boxe à cause de ce test positif. Il laisse ainsi ses titres WBA et WBO vacants.
Après l'annulation du match retour, les titres WBA et IBO sont disputés entre Klitschko et le champion IBF Anthony Joshua au stade Wembley de Londres le 29 avril 2017. Avec une victoire par KO au 11e round, Joshua remporte les titres alors que Wladimir Klitschko met un terme à sa longue carrière à l'issue de ce combat.
Le titre WBO est disputé entre le prétendant (no 1 du classement WBO) Joseph Parker et le challenger (no 3 du classement WBO) Andy Ruiz Jr. le 10 décembre 2016 au Auckland en Nouvelle-Zélande. C'est Parker qui remporte le titre aux points par décision majoritaire des juges.
Le 31 mars 2018, Joshua bat Parker aux points récupérant et réunifiant ainsi tous les titres de champion du monde que Fury avait pris à Klitschko avant de les laisser vacants. Lors de son court règne, Fury n'a jamais défendu aucun de ses titres. Il faut également noter que le titre de champion du monde poids lourds décerné par Ring magazine à Tyson Fury en novembre 2015 ne lui a pas été retiré avant février 2018, cela malgré son inactivité.

### Retour et combat contre Deontay Wilder (2018)
Le 10 janvier 2018, après 2 ans d'absence, Tyson Fury annonce son retour sur les réseaux sociaux. Le public et la presse ne le prennent pas au sérieux, notamment à cause de son surpoids ; Anthony Joshua lui adresse d'ailleurs le tweet « get fit you fat fuck » (« maigris gros lard ») à cette occasion. Néanmoins Fury s'entraîne dur pour son retour et perd rapidement du poids. Il combat d'abord des boxeurs de seconde catégorie, l'Albanais Sefer Seferi le 20 mai 2018, et l'italien Francesco Pianeta le 18 août 2018 ; les deux fois il remporte facilement la victoire. C'est à l'occasion de ce second combat qu'il défie le champion américain invaincu Deontay Wilder (WBC), en manque de rival puisque Anthony Joshua doit défendre son titre WBA contre Aleksandr Povetkin. Fury compte prouver avec ce combat qu'il est toujours dans la course pour être champion du monde incontesté des poids lourds, course menée par Wilder et Joshua en son absence. Bien que Fury ne soit pas son challenger officiel selon le classement WBC, l'Américain accepte le combat, qui est organisé le 1er décembre 2018 au Staples Center de Los Angeles. La promotion du combat est ponctuée de nombreux duels de trash-talking, spécialité des deux boxeurs ; néanmoins aucun dérapage n'est à noter, et les duels restent dans une ambiance bon enfant, laissant deviner un certain respect derrière les provocations. Quelques semaines avant le combat, il propose au fameux entraîneur Freddie Roach d'être son homme de coin pour l'occasion, ce qu'il accepte.
Tyson Fury domine Wilder tout le long du combat, l'Américain n'arrivant pas à trouver de solution face à la défense de son adversaire. Fury prouve ce soir là que malgré ses années d'absence et son poids (bien qu'il ait perdu 60 kg depuis l'annonce de son retour), il reste un adversaire rapide, endurant, capable de bons mouvements du buste, et surtout il prouve qu'il est redevenu un sérieux prétendant au titre de champion du monde des poids lourds. Fury semble également dominer psychologiquement la rencontre : il se montre assuré et cabotine lors de chaque round, en levant les poings en signe de victoire, en mettant ses mains derrière le dos, en invitant son adversaire à le frapper au menton, ou encore en tirant la langue. Cette attitude lui avait été reprochée lors de son combat contre Wladimir Klitschko, champion au style beaucoup plus réservé, ce qui avait été assimilé à du manque de respect et à de l'arrogance. Mais face à Wilder, d'habitude tout aussi provocateur et sûr de lui, l'assurance de Fury, son style offensif et le bruyant soutien des spectateurs britanniques semblent déstabiliser l'Américain beaucoup plus hésitant et défensif. Finalement, Wilder reprend confiance en parvenant par deux fois à envoyer Tyson Fury au tapis (9e et 12e reprises) grâce à de puissants coups qui caractérisent son style très particulier. Néanmoins Fury parvient à se relever à chaque fois. Jusqu'à la dernière seconde le dénouement reste incertain. Ces deux voyages au tapis coûtent la victoire à Fury alors qu'il menait la rencontre aux points au début du onzième round. Le combat se solde par un match nul (115-111 ; 114-110 ; 113-113). Dès la fin du combat, les deux boxeurs se prennent dans les bras témoignant de leur profond respect mutuel au-delà des provocations. Chacun estime avoir remporté la victoire, mais Tyson Fury multiplie les honneurs envers Deontay Wilder, lui serrant et lui embrassant les mains, et, après avoir remercié Jésus Christ, en le remerciant grandement de lui avoir permis de revenir sur le devant de la scène en acceptant le combat alors qu'il n'était pas son challenger officiel. Il en profite également pour narguer Anthony Joshua.
Presque 3 ans jours pour jours après son combat contre Klitschko, Tyson Fury parvient tout de même à de nouveau créer la surprise en se montrant à la hauteur d'un combat pour un titre de champion du monde, bien que Deontay Wilder conserve son titre WBC. Après ce match, Ring magazine classe Tyson Fury 2e de son classement des poids lourds, après Anthony Joshua, et avant Deontay Wilder relégué 3e.
Alors qu'il était décrié à cause de ses déclarations polémiques et son attitude jugée arrogante, c'est également à cette occasion que le public se fait une nouvelle image de Tyson Fury. Sans pour autant oublier son sens du spectacle et son trash-talking, celui-ci se montre très croyant, très proche de sa famille et ne tarit pas d'éloges pour son adversaire. Il se veut être une source d'inspiration pour toutes les personnes, qui comme lui, souffrent de troubles mentaux tels que la dépression. Il annonce également vouloir reverser ses 9 millions d'euros de primes de match à des associations venant en aide aux démunis et aux sans-abri. En conférence de presse, il fait chanter aux journalistes American Pie, une chanson popularisée par Madonna.

### Tyson Fury vs. Deontay Wilder II (2020)
Dans les jours qui suivent le combat, les deux boxeurs annoncent vouloir une revanche, alors que la WBC donne son feu vert moins d'une semaine après la première rencontre,.
Le 22 février 2020, 14 mois après leur match nul, la revanche a lieu au MGM de Las Vegas en présence de Mike Tyson, Evander Holyfield et Lennox Lewis, tous les trois honorés avant le match. Fury domine largement le combat, l'Américain peinant à envoyer ses coups (160 coups pour Fury contre 55 pour Wilder). Le britannique envoie son adversaire au tapis à la 3e et 5e reprises. Wilder est rapidement essoufflé et sonné, se laissant enfermer dans les coins du ring. À la suite de son premier voyage au tapis, celui-ci saigne de l'oreille gauche, ce qui laisse penser à une rupture du tympan.
Le combat est finalement arrêté à la 7e reprise, lorsque le coin américain décide de jeter l'éponge et déclare forfait alors que l'Américain se trouvait enfermé dans un coin, à la merci de Fury. Tyson Fury alors s'empare du titre de champion du monde WBC des poids lourds, le seul titre de sa catégorie qu'il n'avait jamais remporté. Il retrouve également le titre de champion du monde Ring Magazine des poids lourds à cette occasion. Pour fêter sa victoire, et comme par tradition, celui-ci s'empare du micro et entonne American Pie dans un stade où les supporters britanniques s'étaient déplacés très nombreux. Il rend ensuite hommage à son adversaire. Avec cette victoire, Tyson Fury confirme son retour et s'interpose dans la rivalité entre Anthony Joshua et Deontay Wilder pour l'unification des titres de champion du monde des poids lourds.
Grâce à ce combat, Tyson Fury devient également le combattant le mieux payé au monde avec 57 millions de dollars empochés entre le 1er juin 2019 et le 1er juin 2020 (50 millions provenant de ses combats contre Otto Wallin, Tom Schwarz et Deontay Wilder et 7 millions grâce à la publicité).

### Tyson Fury vs. Deontay Wilder III (2021)
À la suite de très longues négociations, provocations et fausses annonces depuis le début de l'année 2021, Tyson Fury détenteur de la ceinture WBC obtient un combat contre Anthony Joshua qui détient les ceintures WBA, IBF et WBO, dans l'optique de l'unification du titre de champion du monde prévu le 14 août 2021 en Arabie saoudite. Cependant, le contrat "Tyson Fury vs. Deontay Wilder" comportait une belle soit trois combats. Devant la justice, Deontay Wilder obtient la tenue de la belle prévue le 24 juillet 2021 à Las Vegas, repoussant sine die Tyson Fury vs. Anthony Joshua. Le 9 juillet 2021, Fury est déclaré positif à la Covid-19, repoussant le combat à l'automne, le 9 octobre 2021.
Fury remporte le combat par KO à la onzième reprise, dans une opposition où les deux boxeurs ont été envoyés au tapis,.

### Apparition à la World Wrestling Entertainment (2019)
Le 4 octobre 2019 à SmackDown Live, le boxeur assiste au premier rang des tribunes avec sa famille au Eight-Man Tag Team Match opposant Braun Strowman, le Miz & Heavy Machinery à Randy Orton, AJ Styles, Robert Roode & Dolph Ziggler. Durant le match, il fait la rencontre du Monster Among Men. Ce dernier lui balance volontairement Dolph Ziggler. Après le combat, Tyson Fury veut affronter Braun Strowman mais en est empêché par la sécurité.
Le 7 octobre suivant, lors d'une soirée organisée par la Raw, il interpelle Braun Strowman ce qui provoque une bagarre entre les deux hommes, qui sont séparés par les autres combattants et la sécurité. La semaine suivante, il signe le contrat du match l'opposant à Braun Strowman lors du Crown Jewel, combat qu'il remporte par décompte à l'extérieur le 31 octobre en 8 minutes et 5 secondes.
Le 8 novembre 2019, lors du SmackDown Live, il le remercie pour leur combat, puis les deux hommes échangent une poignée de mains et s'entendent pour former une équipe. Ils sont ensuite pris à partie par la B-Team mais Tyson Fury envoie une droite à Bo Dallas tandis que Braun Strowman effectue un Running Powerslam sur Curtis Axel.

### Tyson Fury vs. Dillian Whyte et Retraite (2022)
Début mars 2022, le champion du monde WBC des lourds, affirme qu'il prendra sa retraite après son combat du 23 avril contre son compatriote Dillian Whyte à Londres pour la défense de son titre, estimant qu'il n'a « plus rien à prouver ».
Lors du combat au Stade de Wembley, Fury remporte le combat par KO au sixième round.

### Sortie de retraite et combat contre Dereck Chisora (2022)
En décembre de la même année, Tyson Fury sort de sa retraite sportive pour affronter Dereck Chisora pour la troisième fois. Fury, qui a précédemment déclaré souffrir de dépression lorsqu'il ne combat pas, remporte le combat par KO dans la dixième reprise.

### Tyson Fury vs. Francis Ngannou (2023)
Le 29 octobre 2023, à Riyad en Arabie Saoudite, il affronte l'ancien champion poids-lourd de l'UFC, Francis Ngannou, nouvellement arrivé dans le monde de la boxe.
Fury remporte le combat par décision partagée au terme de dix rounds. Alors que le combat semblait déséquilibré et que la très grande majorité des personnes voyaient une victoire facile de Fury, la surprenante performance de Ngannou, pratiquant d'Arts martiaux mixtes (MMA), a été grandement saluée, autant par la presse que par les amateurs. Le Camerounais a même envoyé le Gypsy King au tapis durant le troisième round, bien que ce dernier se soit relevé assez rapidement,.
La performance de Ngannou a également été saluée par Fury lui-même.

### Tyson Fury vs. Oleksandr Usyk (2024)
Le 19 mai 2024, à Riyad en Arabie Saoudite, Tyson Fury affrontre l’Ukrainien Oleksandr Usyk, un champion du monde dans trois des quatre principales fédérations internationales de boxe anglaise (WBA, IBF et WBO). Un duel de boxe au sommet pour entrer dans la légende, où le vainqueur deviendra le premier champion unifié de la catégorie depuis 1999.
Usyk commence l'affrontement très vivement, mais Fury parvient à le contenir durant les six premiers rounds. Usyk plus actif à partir du huitième round, réussit à faire compter Fury après l'avoir touché à la tête, puis maintient le Britannique sur la défensive jusqu'à la fin du combat. Tyson Fury, jusqu'alors invaincu, s'incline par décision partagée : 115-112 et 114-113 de deux juges pour Usyk, 114-113 de l'autre juge pour Fury. Dès la fin du combat, une revanche, prévue dans les clauses du contrat, est évoquée. Le 21 décembre 2024, Oleksander Usyk remporte ce combat revanche aux points 116 contre 112 à l'unanimité des trois juges.

## Vie privée
Fury a rencontré sa femme Paris (née Mullroy) quand elle avait 15 ans et lui 17 ans. Ils ont commencé à se fréquenter l'année après leur rencontre et se sont mariés en 2008 à l'église catholique St. Peter in Chains à Doncaster, dans le Yorkshire du Sud. Le couple a six enfants ensemble : trois filles (Venezuela née en 2009, Valencia née en 2017 et Athena née en 2021) et trois fils (Prince John James né en 2011, Prince  Tyson II "Tutty" né en 2016 et Prince Adonis Amaziah né en 2019).

## Controverses
Ses déclarations sexistes, antisémites et homophobes sont souvent déplorées ; en 2015 plus de 105 000 personnes ont signé une pétition en Angleterre pour demander à la BBC de retirer Fury de la liste des prétendants au titre de sportif de l'année.

## Titres professionnels en boxe anglaise

### Titres mondiaux majeurs
- Champion du monde poids lourds WBC (2020-2024)
- Champion du monde poids lourds WBO (2015-2016)
- Champion du monde poids lourds WBA (2015-2016)
- Champion du monde poids lourds IBF (2015)

### Titres mondiaux mineurs
- Champion du monde poids lourds The Ring (2015-2018) et (2020-2022)
- Champion du monde poids lourds IBO (2015-2016)

### Titres régionaux/internationaux
- Champion d'Europe poids lourds EBU (2014)
- Champion poids lourds WBO International (2014-2015)
- Champion poids lourds WBO Inter-Continental (2012) et (2019)
- Champion d'Irlande poids lourds BUI (depuis 2012)
- Champion du Royaume-Uni poids lourds BBBofC (2011) et (2014-2015)
- Champion du Commonwealth poids lourds CBC (2011)
- Champion d'Angleterre poids lourds BBBofC (2009-2010)

## Ceinture commémorative
- WBC The Union Belt (2022)

## Liste des combats professionnels
| 37 combats      | 34 victoires | 2 défaites |
| Avant la limite | 24           | 0          |
| Sur décision    | 10           | 2          |
| Match nul       | 1            | 1          |

| Décision possible : KO • TKO (KO technique) • UD (décision aux points unanime) • MD (décision aux points majoritaire) • SD (décision aux points partagée) • D (match nul) • NC (sans décision) • RTD (abandon) |        |                     |      |         |                   |                                          | |
| Résultat | Record | Adversaire          | Type | Round   | Date              | Lieu                                     | Notes |
| Défaite | 34-2-1 | Oleksandr Usyk      | UD   | 12 (12) | 21 décembre 2024  | Kingdom Arena, Riyad                     | Championnat du monde poids lourds IBO, WBO & WBC                                                                           |
| Défaite | 34-1-1 | Oleksandr Usyk      | SD   | 12 (12) | 18 mai 2024       | Kingdom Arena, Riyad                     | Championnat du monde poids lourds IBF, IBO, WBA & WBO & WBC                                                                |
| Victoire | 34-0-1 | Francis Ngannou     | SD   | 10 (10) | 28 octobre 2023   | Boulevard Hall, Riyad                    | |
| Victoire | 33-0-1 | Derek Chisora       | TKO  | 10 (12) | 3 décembre 2022   | Tottenham Hotspur Stadium, Londres       | Championnat du monde poids lourds WBC                                                                                      |
| Victoire | 32-0-1 | Dillian Whyte       | TKO  | 6 (12)  | 23 avril 2022     | Wembley Stadium, Londres                 | Championnat du monde poids lourds WBC                                                                                      |
| Victoire | 31-0-1 | Deontay Wilder      | KO   | 11 (12) | 9 octobre 2021    | T-Mobile Arena, Las Vegas                | Championnat du monde poids lourds WBC                                                                                      |
| Victoire | 30-0-1 | Deontay Wilder      | TKO  | 7 (12)  | 22 février 2020   | MGM Grand, Las Vegas                     | Championnat du monde poids lourds WBC                                                                                      |
| Victoire | 29-0-1 | Otto Wallin         | UD   | 12 (12) | 14 septembre 2019 | T-Mobile Arena, Las Vegas                | |
| Victoire | 28-0-1 | Tom Schwarz         | TKO  | 2 (12)  | 15 juin 2019      | MGM Arena, Las Vegas                     | |
| Match nul | 27-0-1 | Deontay Wilder      | UD   | 12 (12) | 1er décembre 2018 | Staples Center, Los Angeles              | Championnat du monde poids lourds WBC                                                                                      |
| Victoire | 27-0-0 | Francesco Pianeta   | UD   | 10 (10) | 18 août 2018      | Windsor Park, Belfast                    | |
| Victoire | 26-0-0 | Sefer Seferi        | RTD  | 4 (10)  | 9 juin 2018       | Manchester Arena, Manchester             | |
| Victoire | 25-0-0 | Wladimir Klitschko  | UD   | 12 (12) | 28 novembre 2015  | Esprit Arena, Düsseldorf                 | Championnats du monde poids lourds IBF, IBO, WBA & WBO                                                                     |
| Victoire | 24-0-0 | Christian Hammer    | RTD  | 8 (12)  | 28 février 2015   | O2 Arena, Londres                        | Championnat du monde poids lourds WBO                                                                                      |
| Victoire | 23-0-0 | Derek Chisora       | RTD  | 10 (12) | 29 novembre 2014  | ExCel Arena, Londres                     | Championnat du monde poids lourds WBO Championnat d'Europe poids lourds EBU Championnat du Royaume-Uni poids lourds BBBofC |
| Victoire | 22-0-0 | Joey Abell          | TKO  | 4 (10)  | 15 février 2014   | Copper Box, Londres                      | |
| Victoire | 21-0-0 | Steve Cunningham    | KO   | 7 (12)  | 20 avril 2013     | Madison Square Garden, New York          | |
| Victoire | 20-0-0 | Kevin Johnson       | UD   | 12 (12) | 1er décembre 2012 | SSE Arena, Belfast                       | |
| Victoire | 19-0-0 | Vinny Maddalone     | TKO  | 5 (12)  | 7 juillet 2012    | Hand Arena, Clevedon                     | Championnat du monde poids lourds WBO                                                                                      |
| Victoire | 18-0-0 | Martin Rogan        | TKO  | 5 (12)  | 14 avril 2012     | SSE Arena, Belfast                       | Championnat d'Irlande poids lourds BUI                                                                                     |
| Victoire | 17-0-0 | Neven Pajkic        | TKO  | 3 (12)  | 12 novembre 2011  | Event City, Manchester                   | Championnat du Commonwealth poids lourds CBC                                                                               |
| Victoire | 16-0-0 | Nicolai Firtha      | TKO  | 5 (12)  | 17 septembre 2011 | Kings Hall, Belfast                      | |
| Victoire | 15-0-0 | Derek Chisora       | UD   | 12 (12) | 23 juillet 2011   | Wembley Arena, Londres                   | Championnat du Commonwealth poids lourds CBC Championnat du Royaume-Uni poids lours BBBofC                                 |
| Victoire | 14-0-0 | Marcelo Nascimento  | KO   | 5 (10)  | 19 février 2011   | Wembley Arena, Londres                   | |
| Victoire | 13-0-0 | Zack Page           | UD   | 8 (8)   | 18 décembre 2010  | Pepsi Coliseum, Québec                   | |
| Victoire | 12-0-0 | Rich Power          | UD   | 8 (8)   | 10 septembre 2010 | York Hall, Londres                       | |
| Victoire | 11-0-0 | John McDermott      | TKO  | 9 (12)  | 25 juin 2010      | Brentwood Centre, Brentwood              | Championnat d'Angleterre poids lourds BBBofC                                                                               |
| Victoire | 10-0-0 | Hans Joerg Blasko   | TKO  | 1 (8)   | 5 mars 2010       | Huddersfield Sports Centre, Huddersfield | |
| Victoire | 9-0-0  | Tomas Mrazek        | UD   | 6 (6)   | 26 septembre 2009 | The O2, Dublin                           | |
| Victoire | 8-0-0  | John McDermott      | UD   | 10 (10) | 11 septembre 2009 | Brentwood Centre, Brentwood              | Championnat d'Angleterre poids lourds BBBofC                                                                               |
| Victoire | 7-0-0  | Aleksandrs Selezens | TKO  | 3 (6)   | 18 juillet 2009   | York Hall, Londres                       | |
| Victoire | 6-0-0  | Scott Belshaw       | TKO  | 2 (8)   | 23 mai 2009       | Colosseum, Watford                       | |
| Victoire | 5-0-0  | Mathew Ellis        | KO   | 1 (6)   | 11 avril 2009     | York Hall, Londres                       | |
| Victoire | 4-0-0  | Lee Swaby           | RTD  | 4 (6)   | 14 mars 2009      | Aston Events Centre, Birmingham          | |
| Victoire | 3-0-0  | Daniil Peretyatko   | RTD  | 2 (6)   | 28 février 2009   | Norfolk Showground, Norwich              | |
| Victoire | 2-0-0  | Marcel Zeller       | TKO  | 3 (6)   | 17 janvier 2009   | Robin Park Centre, Wigan                 | |
| Victoire | 1-0-0  | Bela Gyongyosi      | TKO  | 1 (6)   | 6 décembre 2008   | Nottingham Arena, Nottingham             | |

## Distinctions
- Tyson Fury est élu boxeur de l'année en 2015 par Ring Magazine.
- Tyson Fury est élu boxeur de l'année en 2020 avec Teófimo López par Ring Magazine[48].
- Le combat Tyson Fury vs. Deontay Wilder III est élu combat de l'année en 2021 par Ring Magazine.